# Tetrapyrgos atrocyanea
Tetrapyrgos atrocyanea är en svampart som först beskrevs av Métrod, och fick sitt nu gällande namn av E. Horak 1987. Tetrapyrgos atrocyanea ingår i släktet Tetrapyrgos och familjen Marasmiaceae.   Inga underarter finns listade i Catalogue of Life.